# Résistance Série Équivalente
Pour les articles homonymes, voir ESR.
Ne doit pas être confondu avec Résistance équivalente.
La résistance série équivalente ou ESR (pour equivalent series resistance) est une représentation de la résistance électrique d'un composant électronique passif, mesurée en ohms. En l'absence de mentions contraires, l'ESR est toujours une résistance sur courant alternatif mesurée à des fréquences standards.

## Généralités
La théorie de l'électronique manipule des résistances, des condensateurs et des bobines idéaux : ils sont dotés uniquement d'une résistance, d'une capacité ou d'une inductance. En pratique, tous ces composants sont conçus pour minimiser les deux autres paramètres : les comportements « parasites » sont suffisamment faibles pour ne pas affecter le fonctionnement du circuit. Cependant, dans certaines circonstances, ces parasites peuvent devenir importants, voire prédominants.
Plus particulièrement, tout équipement physique est constitué de matériaux dotés d'une résistance finie qui contribue à la résistance électrique de l'équipement. Une manière de prendre en compte ces résistances internes dans l'analyse des circuits est de les considérer comme des composants idéaux connectés en série à une résistance idéale, l'ESR.
S'ils sont alimentés par courant alternatif sinusoïdal, ce circuit série sera caractérisé par une impédance complexe Z(ω) = R + j X(ω) ; cette impédance peut générer quelques résistances, inductances ou capacités mineures en plus des propriétés principales. Ces petites déviations du comportement idéal peuvent devenir significatives sous certaines conditions, typiquement à haute fréquence, où la réactance d'une petite capacité ou inductance peut devenir un élément significatif du fonctionnement du circuit. Des modèles d'une plus ou moins grande complexité peuvent être utilisés, selon la précision requise. Pour de nombreux usages, un modèle simple avec une inductance ou une capacitance en série avec une ESR est suffisante.
Ces modèles, qu'ils soient simples ou complexes, peuvent être appliqués à un circuit pour en calculer la performance. Des outils informatiques existent pour les circuits complexes, comme le logiciel SPICE et ses variantes.
L'ESR peut être mesurée et indiquée dans les spécifications du composant. Dans une certaine mesure, elle peut également être calculée à partir des propriétés du composant, par exemple à l'aide d'un ESR-mètre.

## Bobines
Les bobines ont une résistance interne, souvent notée "DCR" dans les spécifications.
Cette résistance métallique est faible pour les petites inductances (typiquement moins de 1 Ω). La résistance DC est un paramètre important dans la conception d'une alimentation à découpage. Comme elle peut être modélisée comme une résistance montée en série avec la bobine, elle est souvent désignée comme une ESR. Bien que ce ne soit pas tout à fait correct, les aspects peu importants de l'ESR sont habituellement négligés dans l'étude, étant donné qu'il est rare que tous les aspects d'une ESR soient significatifs pour un usage donné.
Une bobine utilisant un noyau pour augmenter son inductance a des pertes liées par exemple à une hystérésis ou un courant de Foucault dans le noyau. À haute fréquence, la proximité et l'effet de peau génèrent également des pertes en plus de la résistance du fil et augmentent l'ESR.
Le facteur Q est, dans certains cas, utilisé de manière plus adaptée que l'ESR dans les calculs des performances hautes fréquences des bobines.

## Condensateurs
| Type                       | 22 µF         | 100 µF        | 470 µF       |
| -------------------------- | ------------- | ------------- | ------------ |
| Aluminum standard          | 7 – 30 Ω      | 2 – 7 Ω       | 0,13 – 1,5 Ω |
| Aluminum à faible ESR      | 1 – 5 Ω       | 0,3 – 1,6 Ω   |              |
| Aluminum solide            | 0,2 – 0,5 Ω   |               |              |
| Sanyo OS-CON               | 0,04 – 0,07 Ω | 0,03 – 0,06 Ω |              |
| Tantale solide standard    | 1,1 – 2,5 Ω   | 0,9 – 1,5 Ω   |              |
| Tantale à faible ESR       | 0,2 – 1 Ω     | 0,08 – 0,4 Ω  |              |
| Tantale à feuillet liquide | 2,5 – 3,5 Ω   | 1,8 – 3,9 Ω   |              |
| film de feuilles empilées  | < 0,015 Ω     |               |              |
| Céramique                  | < 0,015 Ω     |               |              |

Dans les condensateurs non électrolytiques et les condensateurs à électrolyte solide, la résistance métallique des connecteurs et des électrodes et les pertes dans le diélectrique génèrent une ESR. Les valeurs d'ESR typiquement citées sont comprises entre 0,01 et 0,1 Ω. L'ESR des condensateurs non électrolytiques tend à être assez stable sur la durée ; pour la plupart des usages, les condensateurs non électrolytiques peuvent être considérés comme des composants idéaux.
Les condensateurs en aluminium et en tantale avec un électrolyte non solide ont une ESR bien plus élevée, jusqu'à plusieurs ohms, et cette ESR a tendance à augmenter avec la fréquence. Avec ces condensateurs, et plus particulièrement ceux en aluminium, l'ESR augmente avec le temps de fonctionnement, jusqu'à générer des anomalies, voire des dommages dans le circuit, même lorsque la capacité mesurée reste dans les seuils de tolérance. Les hautes températures et les courants ondulés exacerbent le problème. Dans un circuit avec une ondulation importante, une augmentation de l'ESR augmente la dissipation thermique, et accélère ainsi le vieillissement.
Les condensateurs électrolytiques adaptés aux hautes températures de fonctionnement ou de meilleure qualité sont moins susceptibles de devenir prématurément inutilisables à cause d'une augmentation de l'ESR. Les condensateurs polymères ont généralement une ESR plus faible que les condensateurs à électrolyte liquide.

## Mesure
L'ESR des condensateurs de relativement haute capacité (à partir d'environ 1 µF) peut être mesurée dans le circuit avec un ESR-mètre, sans débrancher le condensateur de son circuit.
La plupart des ESR-mètres fonctionnent en déchargeant le condensateur, puis en lui appliquant un courant électrique suffisamment bref pour ne pas charger significativement le condensateur. La mesure de la tension ainsi produite dans le condensateur permet de déduire la résistance série équivalente. L'opération est reproduite plusieurs dizaines ou centaines de fois par seconde. Une autre manière de faire consiste à appliquer un courant alternatif à une fréquence suffisamment élevée pour que la réactance du dipôle soit négligeable par rapport à l'ESR. Un ESR-mètre peut ainsi être vu comme un milliohmmètre alternatif à haute fréquence.
Un montage en pont standard et de nombreux RLC-mètres et Q-mètres peuvent aussi mesurer l'ESR avec précision.